# Canal Saint-Félix
Le canal Saint-Félix appelé Port de l'Erdre,  est un plan d'eau, tenu par un barrage avec déversoir, muni de 2 vannes amovibles et d'une écluse, dans lequel finissent les eaux de l'Erdre, avant que celles-ci ne se déversent dans la Loire.

## Situation et accès
Situé à Nantes, à l'Est du château des Ducs, il a pris la place d'un des anciens bras de la Loire qui contournait jadis une ancienne île disparue, le bras de la Bourse, lors des Comblements de Nantes. Il constitue aujourd'hui un port de plaisance à flot, le "Port de l'Erdre" situé non loin du centre-ville, avec un grand parking côté quai Malakoff.

## Origine du nom
Félix de Nantes, évêque de la ville au VI siècle, entre l'an 548 et 582. En plus de son action épiscopale, il dirige les affaires publiques, et commande le creusement d'un chenal entre les prairies de la "Madeleine" et des "Maures" pour faciliter l'accès et le développement du port de Nantes.

## Historique

### Bras de Loire
Sa construction remonterait au VIe siècle et serait l'œuvre de Félix, 16e évêque de la ville et fondateur de son port. Il est difficile de savoir s'il s'agit en réalité d'une simple canalisation d'un des bras de la Loire ou d'un ouvrage créé de toutes pièces et qui courait alors entre les prairies dites « de Mauves », à l'Est, et « de la Madeleine », à l'Ouest,. D'après l'historienne Émilienne Leroux, Félix aurait simplement fait approfondir le chenal qui porte son nom et qui passait au pied du château , ceci jusqu'à « La Fosse », chenal fluvial naturel longeant le quai auquel il a donné son nom (qui débutait place du Commerce) permettant alors aux eaux du fleuve de refluer vers le Nord et ainsi éviter un envasement fatal à l'activité portuaire.
Au niveau de l'intersection de la place Duchesse-Anne et de l'allée Commandant-Charcot (anciennement « quai Richebourg »), le canal était rejoint par un étier dit « de Mauves » qui venait de Sainte-Luce-sur-Loire, en amont du fleuve, et qui empruntait l'actuel cours John-Kennedy, ainsi que le boulevard de Stalingrad, séparant ainsi la « prairie de Mauves » (qui formait une île) des berges du fleuve.
Au XVIIIe siècle, l'urbanisation du territoire situé à l'Est du château des Ducs va favoriser l'émergence du nouveau quartier Richebourg, dont la prospérité fut basée sur ce port fluvial et sur l'industrie sucrière. Le « Quai Richebourg » est particulièrement actif : des bateaux en provenance d'Orléans, Tours ou Saumur y débarquaient régulièrement du tuffeau, du grès, des ardoises ou du charbon.
Au XIXe siècle, les berges du canal commencent à s'urbaniser à leur tour. D'abord la « prairie de la Madeleine » (nouvellement incorporée à l'île Gloriette), avec la création du quartier du « Champ de Mars ». On construit, en 1840, un pont suspendu baptisé « pont de la Rotonde », qui enjambe la partie Nord du canal, reliant l'actuelle avenue Carnot à la place Duchesse-Anne, à l'Est du château des Ducs. Ce pont est emporté par les vibrations lors du passage d'un troupeau de bœufs, en 1866, puis remplacé par un ouvrage fixe de pierre et d'acier.
L'arrivée du chemin de fer à Nantes, en 1851, nécessite la construction, sur la partie occidentale de la « prairie de Mauves », de la gare (baptisée alors « gare d'Orléans »), inaugurée deux ans plus tard, au Sud de laquelle se développe le quartier qui est baptisé, plus tard, le « Vieux-Malakoff ».
Pour faciliter la construction de ces infrastructures ferroviaires, la municipalité fait alors dévier l'étier de Mauves, en faisant creuser un canal au Sud de la nouvelle gare allant du quai Malakoff (rive Est) jusqu'aux abords du pont de la Moutonnerie, faisant de celui-ci une « garde d'eau », bordée au Sud par le « quai de Lourmel ». À peine inaugurée, la ligne est prolongée vers l'Ouest, empruntant le quai Richebourg, pour continuer sa course vers le centre-ville (tracé aujourd'hui emprunté par la Ligne 1 du tramway jusqu'à la station Gare maritime), puis vers l'océan.
En 1885, la biscuiterie Lefèvre-Utile installe ses usines dans le quartier « Champ de Mars » sur le quai Ferdinand-Favre (rive Ouest), elle va y rester durant un siècle.

### Le départ de la Loire

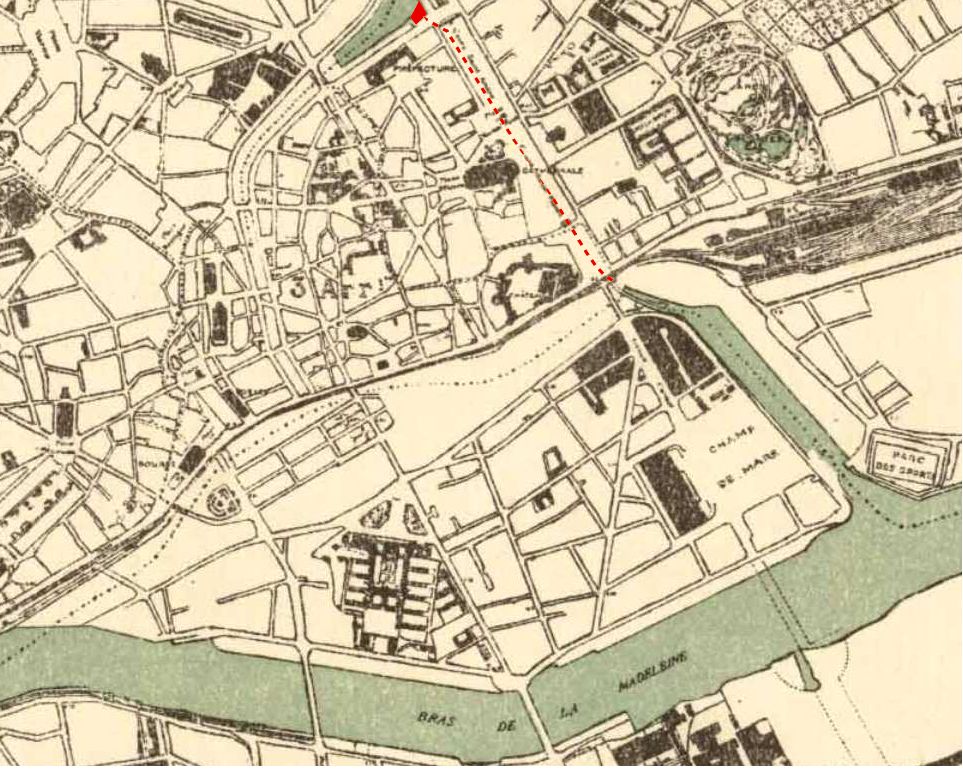
Schéma du tracé du tunnel souterrain Saint-Félix en tireté rouge, sur la base d'un plan de 1930.

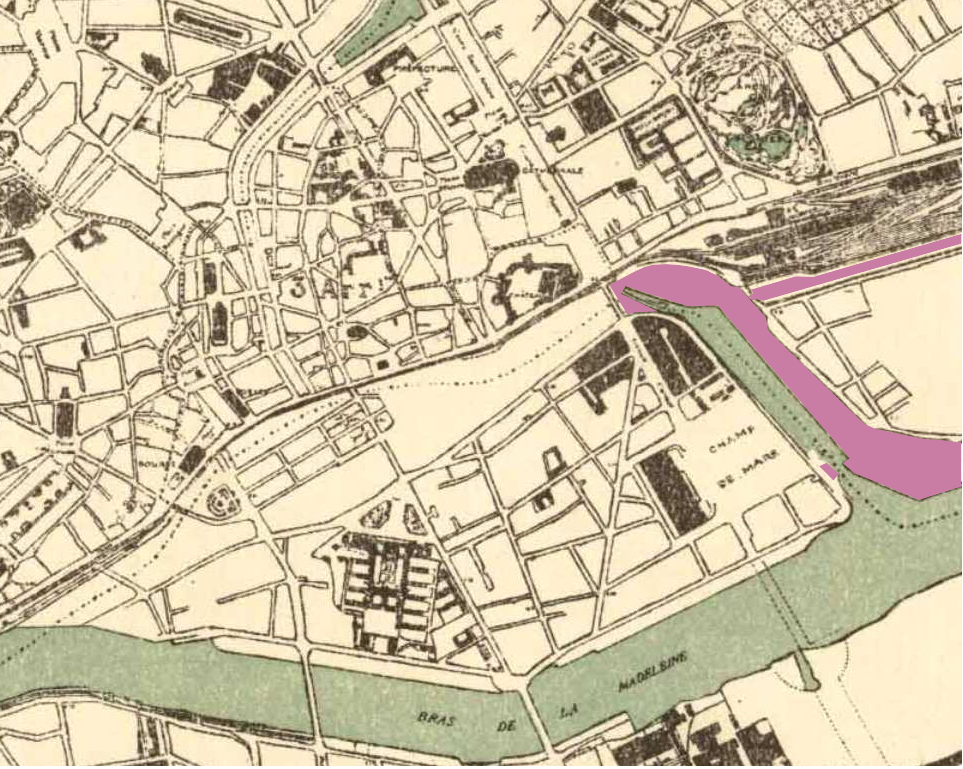
Travaux d'élargissement du quai Malakoff en mauve, sur la base d'un plan de 1930.

En 1926, les travaux de comblement de nombreux bras de la Loire et de la dérivation de l'Erdre commencent. Ils ont une incidence capitale sur le canal, qui est amputé d'une petite portion dans sa partie septentrionale.
Ainsi, de 1929 à 1933, on creuse le tunnel Saint-Félix, canal souterrain passant sous les cours Saint-Pierre et Saint-André, entre la préfecture et le canal Saint-Félix, destiné à dévier l'affluent, l'Erdre, de son cours naturel. Ce chantier, réalisé dans le cadre de la dette de guerre allemande contractée à l'issue du premier conflit mondial, est supervisé par un ingénieur d'outre-Rhin Karl Hotz, futur Oberstleutnant de la Feldkommandantur de Nantes, sous l'occupation allemande, durant la Seconde Guerre mondiale, et dont l'assassinat provoque, en représailles, l'exécution des 50 otages à Nantes, Paris et Châteaubriant.
Durant la même période, à la suite du comblement du bras de l'Hôpital, le canal Saint-Félix cesse d'être définitivement alimenté par les eaux du « fleuve royal ». En effet, le bras de la Bourse, dont la partie Ouest est comblée depuis 1928, ne transporte alors déjà plus que le cours de l'Erdre.
La construction d'un barrage et d'une écluse à la sortie du canal, pour le maintenir à flot, le protège contre le refoulement des eaux de la Loire en cas de crues, à la cote de + 10 m, soit 1 m au-dessus des inondations de 1910. Ces installations comprennent un sas d'écluse de 50 mètres de long pour 7 mètres de large, fermé par deux portes métalliques levantes de 17 tonnes chacune, furent inaugurées le 5 avril 1934 après 3 ans de travaux.
À partir de 1933, des travaux d'élargissement du quai Malakoff commencent. Ils incluent le comblement du canal de la Gare, et ont pour effet de diminuer la largeur du canal Saint-Félix. Ils seront stoppés en 1942 et repris après la guerre.
Le comblement de l'Erdre permet également de combler ce qu'il reste du bras de la Bourse. Le pont de la Rotonde, en mauvais état, est démoli et reconstruit à l'emplacement de son ancêtre, permettant désormais aux automobiles de franchir l'emprise ferroviaire de la ligne Nantes-Saint-Nazaire.
En 1937 est construit sur la rive orientale du canal Saint-Félix le « stade Malakoff », qui vibre, une vingtaine d'années plus tard, aux exploits du Football Club de Nantes et prendra le nom de « stade Marcel-Saupin ».
L'inauguration du pont de Tbilissi au Sud, dans les années 1980, permet de faciliter le franchissement du canal, complétant la passerelle piétonne qui existait déjà au-dessus du barrage et de l'écluse.
La même période voit le début de la restructuration des quartiers environnants intégrés au quartier international d'affaires Euronantes, grâce à la construction d'équipements publics importants : Cité Internationale des congrès, la gare SNCF-Sud, le siège de Nantes Métropole et, enfin, la restructuration de l'ancienne usine "LU" en un espace culturel, Le Lieu unique.

## Travaux d'entretien
Le Canal est entièrement vidé pendant l'été 1989, grâce à la construction d'un batardeau placé à la sortie Sud du tunnel Saint-Félix et un autre en palplanches en aval du barrage, situé dans le lit de La Loire. L'effluant de la rivière est pompé en avant du batardeau dans le tunnel, passe dans des tuyaux de gros diamètre en étant refoulé directement dans la Loire derrière le batardeau Sud. Des travaux sont également exécutés à cette occasion dans et sur l'écluse, qui est la no 1 du canal de Nantes à Brest. On découvre dans le fond du canal asséché, deux épaves métalliques dans la vase, situées côté quai Malakoff, qui seront démantelées et évacuées[réf. nécessaire], avant un curetage de tout le canal. (Voir photo ancienne)

## Les projets
Cette restructuration se poursuit encore de nos jours avec la constitution de la partie Nord du quartier d'affaires Euronantes, entrainant notamment la reconversion partielle du stade Marcel-Saupin, qui accueille désormais un centre de recherche, une résidence de services et des sièges sociaux d'entreprises.
En 2016, la municipalité engage un processus de concertation pour le réaménagement des rives du canal et notamment le quai Malakoff. En 2018, le cabinet d'architectes et de paysagistes TER, retenu pour mener à bien ce projet, propose de transformer celui-ci en espace de détente pouvant accueillir une plage ou une piscine de plein air, avec guinguette, aire de pique-nique et terrains de sports.

## Galerie

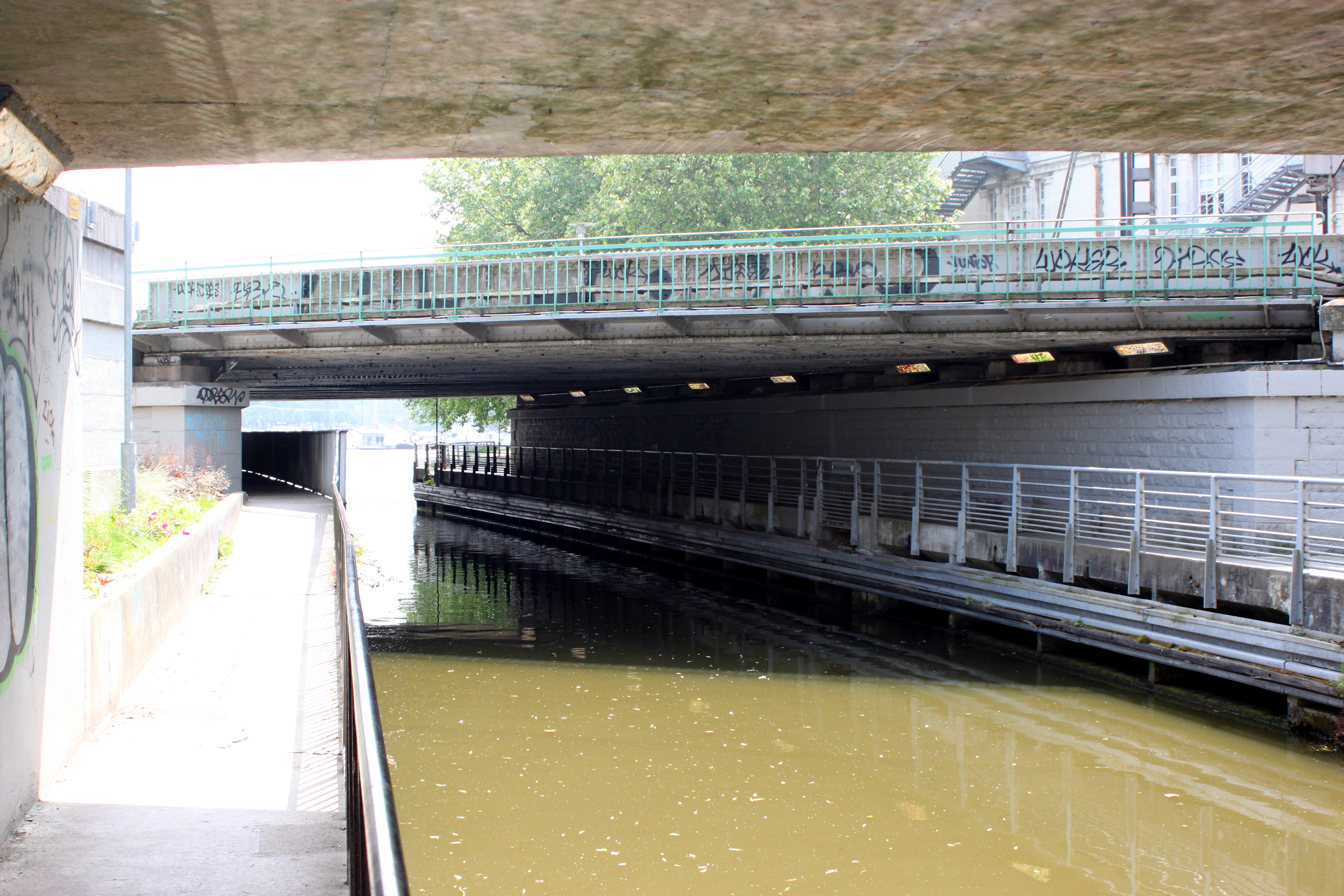
l'Erdre sortant du tunnel Saint Félix en bas, passe sous le pont du quai Malakoff, avant son débouché dans le "Port de l'Erdre" en haut.
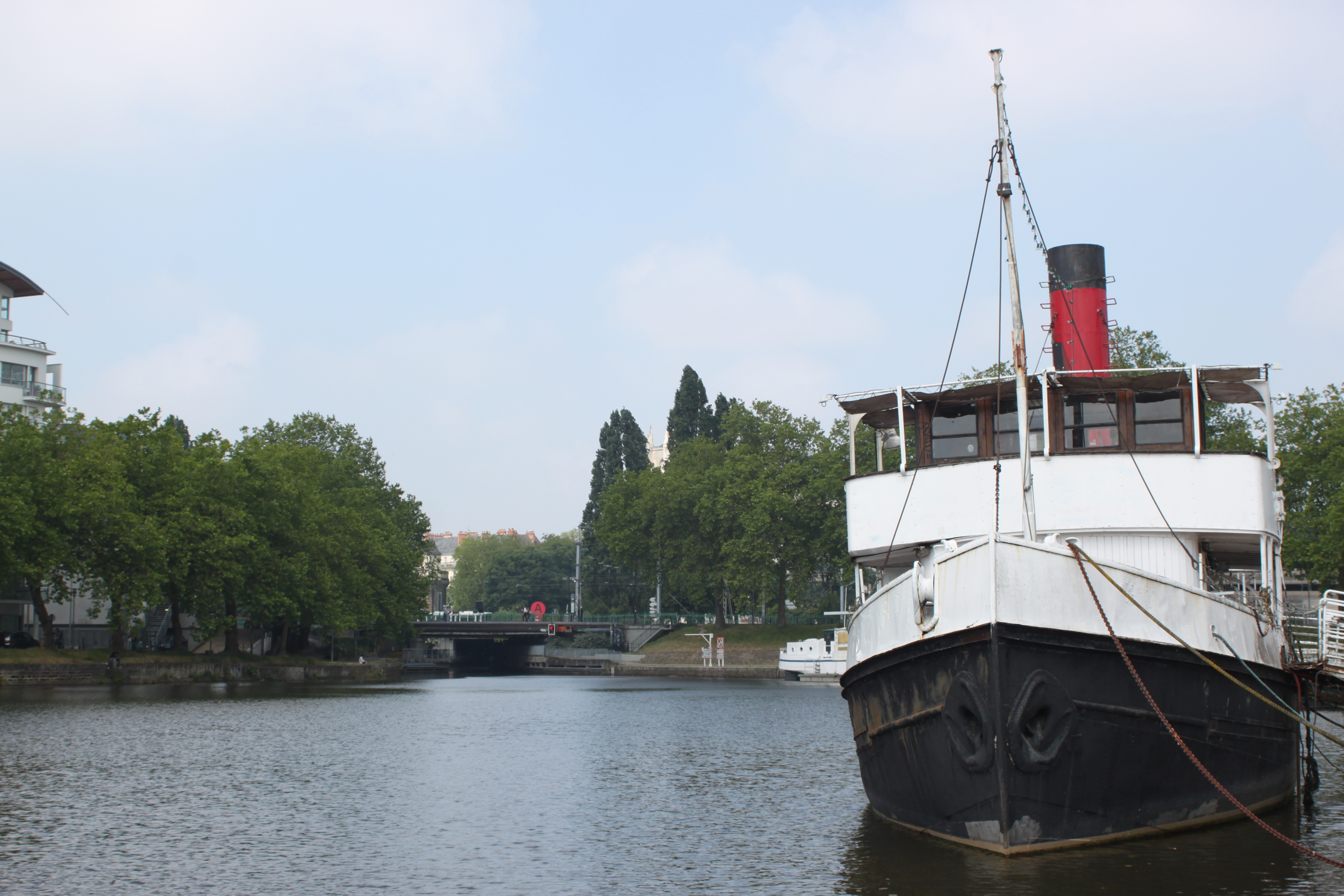
Le "Port de l'Erdre" avec la sortie du tunnel au centre (rectangle noir).
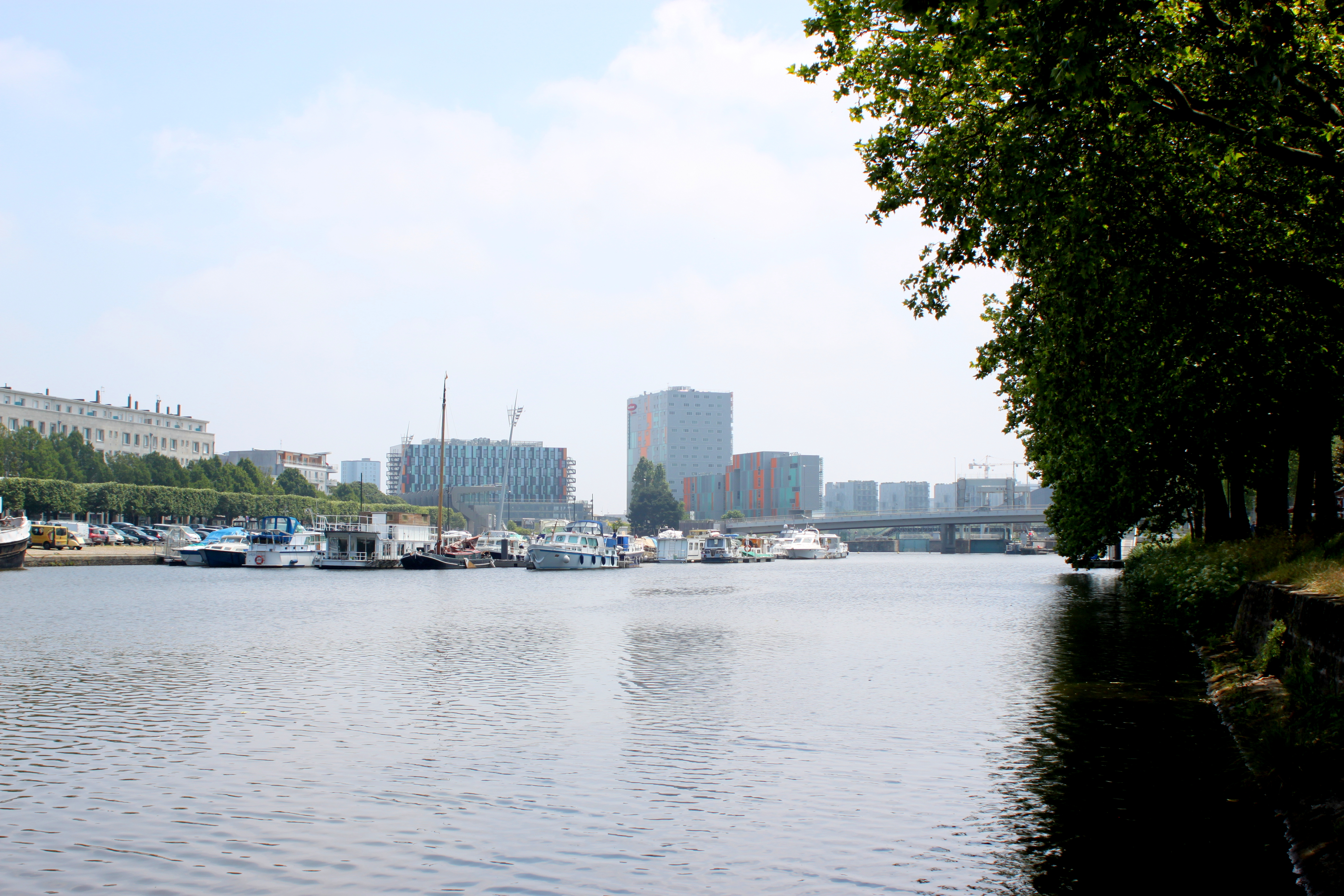
Le plan d'eau du "Port de l'Erdre", vue vers le Sud. Quai Malakoff à gauche, avec le pont de Tbilissi, le barrage et l'écluse à droite sous le portique.
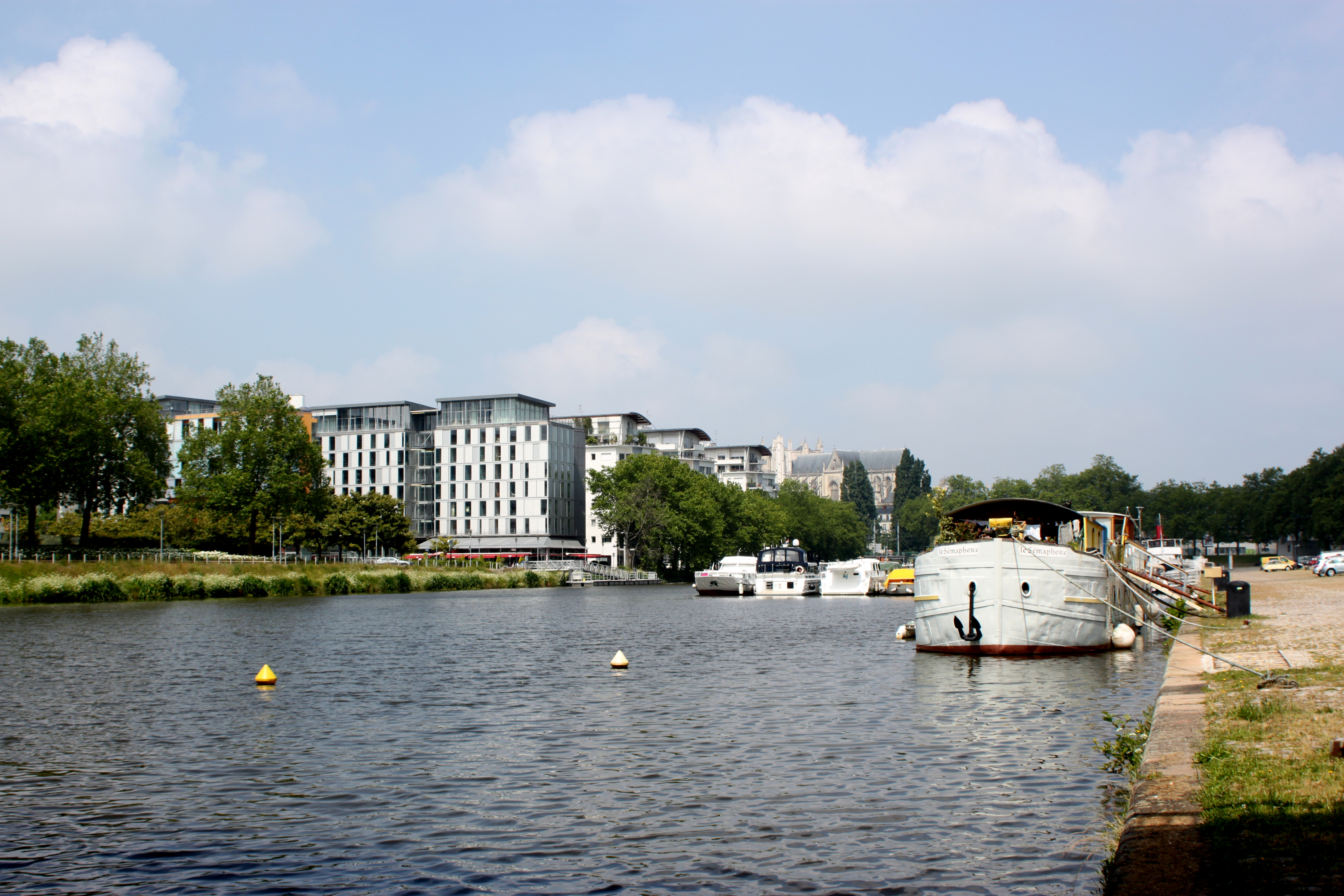
Vue vers le Nord du "Port de l'Erdre". Quai Malakoff à droite
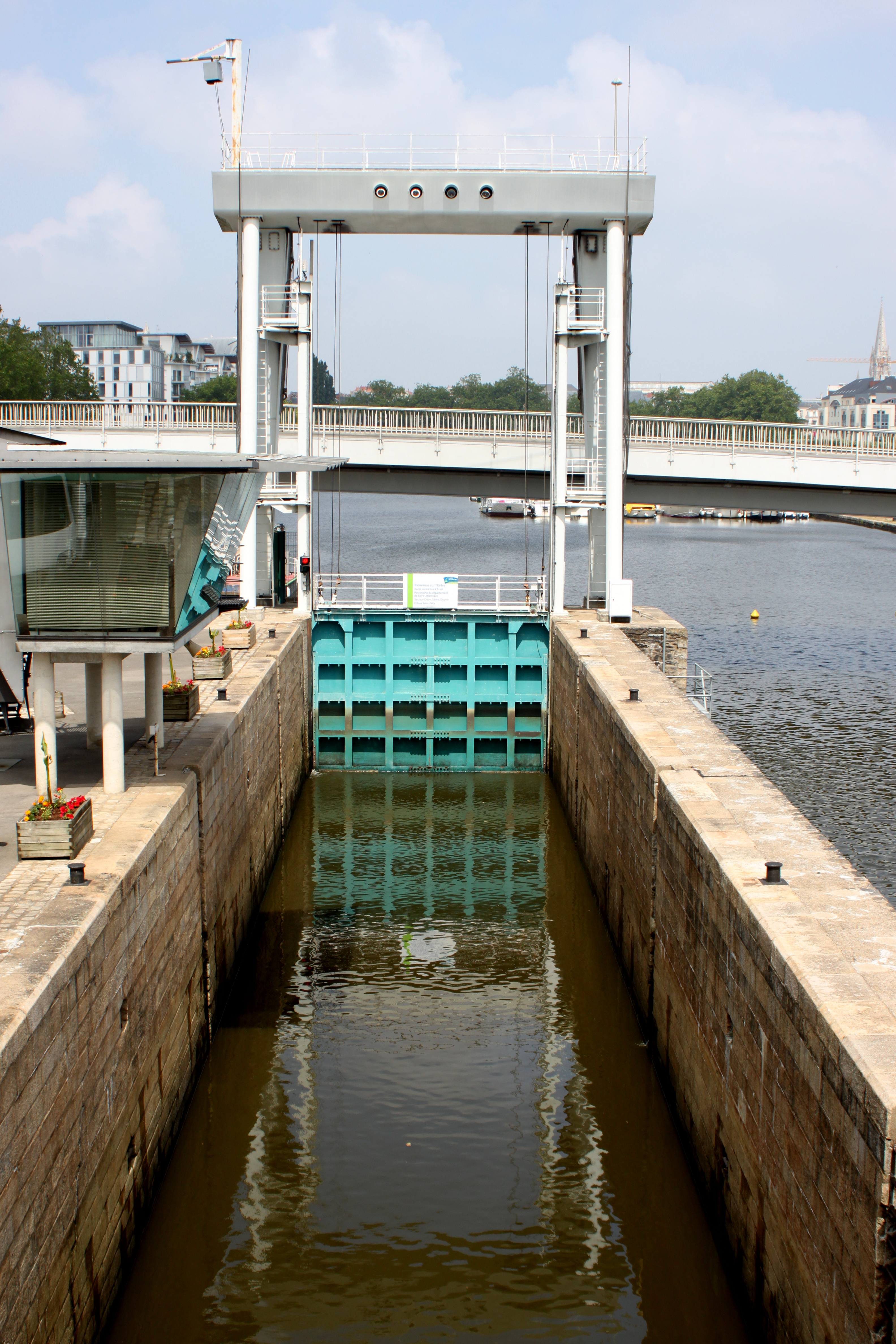
L'écluse no 1 du canal de Nantes à Brest. Vue vers le Nord de l'accès au "Port de l'Erdre"
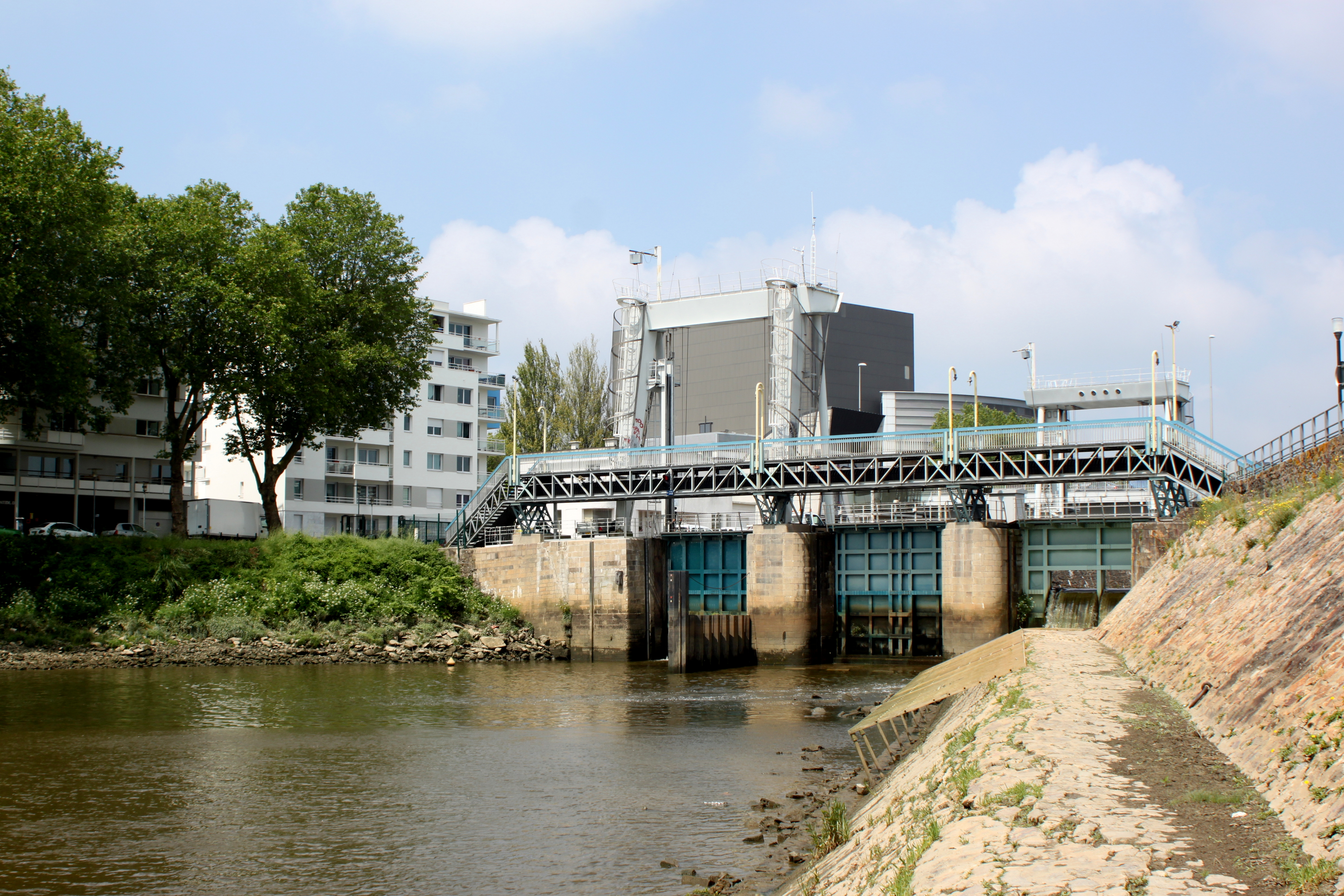
Le barrage-écluse donnant sur la Loire. Vue Aval, avec passerelle piétons, traces des différents niveaux du fleuve sur les vannes. Porte levante de l'écluse et portique de levage à gauche

Depuis le pont de Tbilissi, on observe, de gauche à droite : l'estacade de l'entrée de l'écluse, vers la Loire, coté amont. Au premier plan ; la Cité des Congrès ; la flèche d'une grue et la coiffe de la tour Bretagne au dessus des arbres; le siège de Nantes Métropole (et la banne de la brasserie qui occupe son rez-de-chaussée), ouvert sur le quai Ferdinand Favre ; le chevet de la cathédrale ; l'entrée du tunnel Saint-Félix cachée par le bout de la rangée d'arbres ; le Port de l'Erdre avec ses bateaux à quai ; le clocher de l'église Saint-Clément ; l'entrée Sud de la Gare de Nantes ; la maison des Compagnons du devoir ; le quai de Malakoff, avec son parking au premier plan.